# Suecos
Os suecos (em sueco: svenskar) são um povo escandinavo que habita a Suécia, um país situado no lado leste da Península da Escandinávia. Falam maioritariamente o sueco, uma língua germânica. A maioria é protestante de matriz luterana.
A população total da Suécia ascendia a 9 875 378 habitantes em 31 de março de 2015. A esperança média de vida está atualmente acima dos 80 anos - 84 anos para as mulheres e 80 para os homens, sendo a mais elevada na Halândia e a menos elevada em Bótnia Setentrional. Em 1800, cerca de 90% dos habitantes do país viviam no campo. Hoje vivem mais de 85% nas cidades.
Entre 1850 e 1930, emigrou para os Estados Unidos mais de 1 milhão e meio de Suecos. Depois do fim da Segunda Guerra Mundial em 1945, a Suécia recebeu pelo contrário um elevado número de imigrante, que atualmente constituem uns 15% da população.
Num sentido mais abrangente, são suecos todos aqueles que têm a cidadania sueca, incluindo por consequência os suecos residentes no estrangeiro (utlandssvenskar), os imigrantes naturalizados suecos, assim como os suecos falantes de línguas minoritárias oficiais da Suécia.

## Minorias nacionais da Suécia
As minorias nacionais suecas, com língua oficialmente reconhecida, são:
- Lapões (língua: lapão);
- Fino-Suecos do Vale de Torne (Língua: Meänkieli);
- Ciganos (Hoje em dia designados de Rom; Língua: Romani);
- Judeus (Língua: Yddish);
- Fino-Suecos (Os Suecos de Língua finlandesa; Língua: Finlandês).

## Origem genética
Os suecos dos nossos dias são o resultado de sucessivas vagas de migrantes chegadas à Suécia, ocorridas sobretudo durante a Idade da Pedra e a Idade do Bronze.
A primeira vaga teve lugar quando os glaciares que cobriam a península da Escandinávia começaram a derreter há uns 17 000 anos atrás. Os primeiros grupos de caçadores nómadas da Idade da Pedra, originários do Médio Oriente via Balcãs e Europa Central (haplogrupo I), entraram na Escandinávia há uns 13 000 anos, atraídos pelas renas e outras presas de caça de maior porte.
Numa segunda vaga, há uns 6 000 anos, chegaram os primeiros agricultores da Idade da Pedra, provenientes da Síria e Turquia dos nossos dias (haplogrupo R1b), seguidos 1 000-2 000 anos depois pelos pastores da Ásia (haplogrupo R1a).
A vaga seguinte era composta por agricultores da Idade do Bronze (haplogrupo I1), vindos das estepes russas através da Alemanha.
Nas ondas migratórias da Idade do Ferro chegaram grupos provenientes da Ásia (haplogrupo N), que se estabeleceram na Finlândia e no Norte da Suécia, aí encontrando por sua vez pequenas vagas do Sul da Suécia.
Embora a base principal da população da Suécia esteja nestas três grandes correntes migratórias da Pré-história - caçadores da Idade da Pedra, agricultores da Idade da Pedra e agricultores da Idade do Bronze - o acolhimento de novos grupos continuou até aos nossos dias.
Com o advento da Era Viquingue, os Escandinavos trazem para a Suécia escravos e imigrantes das suas expedições às costas da Escócia, Irlanda Inglaterra e até Norte de África. A chegada do cristianismo e a entrada na esfera medieval europeia, trouxe às poucas cidades existentes no país nos séculos XII e XIV um considerável número de comerciantes e artesãos alemães.
Nos séculos XVI e XVI, houve uma importante imigração de camponeses finlandeses para as florestas da Suécia Central, e no século XVII, em menor número, de Valões da atual Bélgica para trabalhar na indústria do ferro. No auge da sua potência – na época do Império Sueco – o país atraiu inúmeros escoceses, holandeses, ingleses, finlandeses e bálticos.
Nos séculos XVII e XIX, a industrialização e os acontecimentos políticos, trazem para a Suécia novos habitantes, desde uma nova família real de origem francesa, a novos grupos de alemães, holandeses e escoceses. Os primeiros judeus, vindos da Alemanha, começam a estabelecer-se no país, sendo o seu número reforçado com novos grupos fugindo às perseguições religiosas e ao genocídio nazista. Novas leis muito severas para com os ciganos, revelam que estes já estavam no país desde o século XVI.
Finalmente em meados do século XX, a modernização do país atrai grandes grupos de trabalhadores vindos da Finlândia, Itália, Grécia, Turquia e Jugoslávia.  Com o recrudescer dos conflitos em África e no Médio Oriente, e já no dealbar do século XXI, numerosos refugiados procuram a Suécia, vindos da Somália, Síria, Iraque, Irão, Afeganistão, Eritreia, etc.